# سوسک‌های نرم‌تن
سوسک‌های نرم‌تن (نام علمی: Cantharidae) نام یک تیره از زیرراسته سوسک‌های همه‌چیزخوار است.